# جوزيف بوركل
جوزيف بوركل (30 مارس 1895، في Lingenfeld Germersheim – 28 سبتمبر 1944، في نويشتات أن در فاينشتراسه) سياسيًا ألمانيًا نازيًا وعضوًا في البرلمان الألماني (الرايخستاغ). كان عضوا مبكرا في الحزب النازي وكان له تأثير في صعود الحركة الاشتراكية القومية.

## سيرة شخصية
وُلد جوزيف بوركل في Lingenfeld، في Palatinate البافارية، وهو ابن تاجر. من 1909 إلى 1914 درس ليصبح مدرسًا في شباير.
شارك في الحرب العالمية الأولى كمتطوع. بعد الحرب، واصل تدريبه كمدرس وتخرج في عام 1920. من عام 1921 فصاعدا، كان يعمل في مجموعات قومية، ومحاربة الانفصالية في بالاتينات.
نظرًا لكونه منظمًا نشطًا في الحركة الاشتراكية الوطنية لسار-بالاتينيت من عام 1925، رقى مدير المدرسة السابق إلى صفوفه ليصبح غاولايتر (زعيم الحزب النازي) للمنطقة في عام 1934.
في 13 مارس 1938، تم تعيين بوركيل قائدا للحزب لإجراء الاستفتاء على أنشلوس (استيعاب النمسا في ألمانيا). في الفترة من 23 أبريل 1938 إلى 31 مارس 1940، عمل ريخسوميسار في اتحاد النمسا مع الرايخ الألماني، وكان مسؤولاً عن دمجه تمامًا باعتباره أوستمارك سياسيًا واقتصاديًا وثقافيًا في الأخير. أعلن: «هذه ثورة. قد يكون اليهود سعداء أنها ليست على النمط الفرنسي أو الروسي.»  وقال إن فيينا كانت «مليئة باليهود»، وأعلن أن هدفه هو تركهم دون أكثر من خمسة في المائة من ممتلكاتهم.  في 20 أغسطس 1938، أسس الوكالة المركزية للهجرة اليهودية في فيينا، وكانت في البداية مسؤولة عن الهجرة القسرية لليهود، وفيما بعد عن ترحيل وقتل ما لا يقل عن 48767 من اليهود النمساويين خارج فيينا.
خدم كغولايتر فيينا ورايخشتاتالتر (حاكم) في المنطقة من 30 يناير 1939 إلى 7 أغسطس 1940، وعمل على مزيد من الوحدة مع ألمانيا النازية، بما في ذلك تعزيز مراسيم مكافحة اليهودية والاستيلاء على الممتلكات اليهودية. وكثيراً ما اختلس الأموال والممتلكات المصادرة بدلاً من تسليمها إلى الدولة، مما جعله يشعر بالاستياء من التسلسل الهرمي للنازية وتم إقصاؤه في النهاية من منصبه في فيينا. عند عودته إلى Westmark، واصل أسلوب حياته السابق وصرف مبالغ كبيرة على شراء الأعمال الفنية.
وبعد خدمته كغولايتر، برئاسة Bürckel الإدارة المدنية في لورين ومنذ عام 1941 كان حاكم غاو ويستمارك، التي تتألف من منطقة بافاريا بالاتينات، وأراضي سار البروسية ودبرتمنت ضمتها من موزيل.
من 9 نوفمبر 1937، شغل أيضًا منصبًا رائدً (جروبنفهر) في شوتزشتافل (SS) وموظفي زعيم الرايخ إس إس، هاينريش هيملر.
في 3 أكتوبر 1944، منحه هتلر بعد وفاته الوسام الألماني، وهو أعلى وسام يمكن أن يعطيه الحزب لفرد، مقابل خدماته للرايخ. 

## الأوسمة والجوائز
- صليب الشرف في الحرب العالمية 1914/1918 مع السيوف، 1934 [5]
- ميدالية أنشلوس، 1939 [5]
- ميدالية سودينلاند، 1939 [5]
- المشبك على ميدالية سودينلاند، 1939 [5]
- تكريم شيفرون للحرس القديم [5]
- الوسام الألماني، 1944 [4]

## روابط خارجية
- جوزيف بوركل على موقع مونزينجر (الألمانية)

## ببليوغرافيا
- Angolia، John (1989). For Führer and Fatherland: Political & Civil Awards of the Third Reich. R. James Bender Publishing. ISBN:978-0912138169.  Angolia، John (1989). For Führer and Fatherland: Political & Civil Awards of the Third Reich. R. James Bender Publishing. ISBN:978-0912138169.  Angolia، John (1989). For Führer and Fatherland: Political & Civil Awards of the Third Reich. R. James Bender Publishing. ISBN:978-0912138169.
- Miller، Michael (2015). Leaders Of The Storm Troops Volume 1. England: Helion & Company. ISBN:978-1-909982-87-1.  Miller، Michael (2015). Leaders Of The Storm Troops Volume 1. England: Helion & Company. ISBN:978-1-909982-87-1.  Miller، Michael (2015). Leaders Of The Storm Troops Volume 1. England: Helion & Company. ISBN:978-1-909982-87-1.